# The Fugees
The Fugees var en hiphopgruppe fra 1990'erne, der havde Lauryn Hill, Wyclef Jean og Pras Michel som medlemmer. Trioen udsendte deres første album Blunted on Reality efter en lang periode med koncerter, men albummet levede imidlertid ikke op til forventningerne fra det publikum, der havde oplevet trioen live. Trods det relativt mislykkede første album, blev deres næste album The Score en meget stor succes og en af de mest solgte plader i 1996. Det var desuden et af de første hip hop-albummer, der i høj grad inkorporerede reggae. 
Fugees var kendt for deres uortodokse valg af pladeomslag og samplingskilder. Eksempelvis indeholdt albummet The Score Coverversioner af Bob Marley & the Wailers' No Woman No Cry og Roberta Flacks Killing Me Softly with His Song. 
Kort efter udgivelsen af The Score blev gruppen opløst, og flertallet af Fugees-fans er af den opfattelse, at grunden formentlig var alvorlige personlige uoverensstemmelser mellem Wycelf Jean og Pras Michel. Efter Fugees opløsning, har alle tre medlemmer udsendt hver deres succesrige soloalbummer.

## Diskografi
- Blunted on Reality (1994)
- The Score (1996)